# Neue Töne
Neue Töne war eine Konzertreihe für Neue Musik, die von 1982 bis 1987 in Düsseldorf stattfand. Initiiert wurde diese Konzertreihe von den Komponisten J. U. Lensing, Maria de Alvear und Francisco Estévez. Das hauptsächliche Programm bestand aus den Werken junger regionaler Komponisten sowie bekannter Komponisten der Neuen Musik und einer Mischung aus Video, Performance, Projekten und Aktionen.
Während die Konzertreihe immer gute Zuschauerzahlen vorweisen konnte, verschob sich das Interesse der Organisatoren gegen Ende mehr in Richtung Theater. Als Konsequenz daraus entstand 1987 unter anderem das Theater der Klänge.

## Chronologie

### 1982
Am 8. Mai 1982 fand im Auxilium auf der Kölner Straße das Eröffnungskonzert statt. Dabei wurden Kompositionen der drei Initiatoren gespielt sowie einige von damaligen Kommilitonen. Über das Eröffnungskonzert urteilte Starkes Stück: 

„Keine Subvention, kein bekannter Saal, 4 Proben, ein gemietetes Klavier, niedrige Eintrittspreise – und dennoch ein gutes Konzert.“

Darauf folgten im Jahr 1982 zwischen Mai und November weitere fünf Konzerte. Gespielt wurden überwiegend Kompositionen junger Komponisten aus dem Umfeld der Initiatoren sowie bekannter Komponisten wie John Cage, Leoš Janáček oder Krzysztof Penderecki. Die lokale Presse lobte im Oktober 1982 die Initiative und hob hervor, dass die Konzerte trotz der ehrenamtlichen Arbeit auf ein reges Publikumsinteresse stießen.

### 1983
Im Jahr 1983 übernahm J.U. Lensing die künstlerische Leitung von Francisco Estévez. Damit war ersterer nun verantwortlich für die Organisation und das Programm, während sich Maria de Alvear weiter um die Koordination kümmerte. Die Situation der Konzertreihe verbesserte sich 1983, da man nun Subventionen über 6.000 DM (6.834 €) von der „Förderung Düsseldorfer Künstler“, einem Budget des Düsseldorfer Musikbeirats, bekam. Insgesamt wurden 1983 fünf Konzerte gespielt: beim ersten Konzert am 30. April 1983 stand die 45-minütige Performance „Geh deinen Weg“ von Matthias Wittekopf über einen Schlager von Heintje im Zentrum.
Das Konzert im Mai brachte u. a. ein Projekt unter dem Namen „Audiovisuelle Diaprojektionsmalerei“ des bildenden Künstlers Andreas Strach und dem Komponisten Klaus Röder.
Beim Konzert am 31. Oktober 1983 trat die spanische Avantgardegruppe „Taller de Música Mundana“ (Atelier für weltliche Musik) auf, welche mit Kehllauten und Geräuscherzeugern „ein Gemisch von unentwirrbaren Klangfarben bildeten.“ (Rheinische Post, 3. November 1983).
Das Konzert am folgenden Abend des 1. November 1983 bot ein gemischtes Programm aus szenischen Elementen, Tonbandkompositionen, Klangmontagen und Diaarbeiten. Außerdem wurde ein Stück des Komponisten Diethelm Zuckmantel aufgeführt. Im Konzert vom 10. Dezember 1983 wurde „December 1952“ von Earle Brown in einer Inszenierung von Hans W. Schneider aufgeführt.
Weiterhin gab es im Jahr 1983 ein Gastspiel in Berlin.

### 1984
Für das Jahr 1984 waren vier Konzerte geplant. Beim Eröffnungskonzert im Mai wurden überwiegend Tonbandkompositionen von den Komponisten Wolfgang Hufschmidt, Klaus Damm, Matthias Wittekopf, Hans Werner Schneider und J. U. Lensing gespielt. Über dieses Konzert resümierte die Rheinische Post: 

„Nirgendwo wird z.Z. in Düsseldorf so mutig experimentiert, wird Spielraum geboten für Neues, auch Unbequemes. was sich musikalisch tut, vom Kammerkonzert bis zum Aktionstheater, von der elektronischen Musik zur Video-Performance, all das hat im Auxilium ein Podium und, was noch viel wichtiger ist, ein Publikum.“

Das zweite Konzert am 9. Juni 1984 trug den Titel „Streicher, Streichquartett“. Abgesehen von den avantgardistischen Streichquartetten wurden zwei halbtheatralische Stücke gezeigt: „Seminar Konferenz“ für Streicher und zwei Darsteller von Maria de Alvear und „Wo ist sie“ für Tanz, Kammerensemble, drei Sprecherinnen, Elektronik und Diaprojektion von Francisco Estévez.
Das Konzert am 16. November 1984 (das erstmals im Düsseldorfer zakk stattfand) war dagegen von elektronischer Musik bestimmt: Stücke von Dirk Reith, Ricardo Mandolini und eine Uraufführung des Stücks „Etude für Klangwandlerorchester“ von Klaus Röder waren überwiegend Computermusik.
Das Abschlusskonzert am 8. Dezember 1984 bestand ausschließlich aus Kompositionen desselben Jahres von J. U. Lensing, Mathias Haus, Heinz D. Willke, Francisco Estévez, Thomas Blomenkamp, Diethelm Zuckmantel und Nicolaus A. Huber.

### 1985

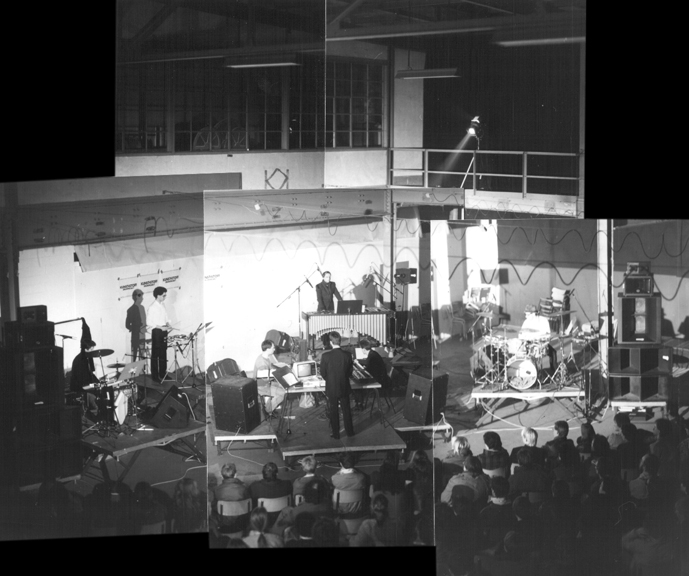
Das Konzert im zakk am 16. Februar 1985 mit „Kunst-Stoff Drum-Projekt“

Im Jahr 1985 gab es zwei Veränderungen für die Konzertreihe: Das Ensemble zog aus dem „Auxilium“ endgültig ins zakk an der Fichtenstraße in Düsseldorf. Außerdem wurde aus der bis dato losen Initiative ein eingetragener Verein. Außerdem verließ Francisco Estévez die Gruppe, da er in diesem Jahr nach Spanien zurückging. Durch die größere Spielstätte konnten jetzt Projekte mit größerem Aufwand realisiert werden. Das Auftaktkonzert am 16. Februar 1985 begann mit einer siebenteiligen Gemeinschaftsproduktion von J.U. Lensing, Erne Kis und Thomas Neuhaus namens „Kunst-Stoff Drum Projekt“, bei der Computer, Synthesizer, Mischungen aus Konkretaufnahmen und elektronischer Synthese mit Schlagzeugsounds erzeugt, durch vier live spielende Schlagzeuger (Oliver Eltinger, Thomas Lorenz, Frank Köllges, Martin Schulz) beteiligt waren.
Neben der Reihe „Neue Töne“ wurde im Jahr 1985 erstmals auch das „Neue Musiktheater“ als Thema in die Konzertreihe eingeführt, bei dem am 13. April 1985 das Stück „I, Geh deinen weg“ von Mathias Wittekopf und „ich will zu dir – ach komm doch“ von J. U. Lensing uraufgeführt wurden. Schieffer et al. sieht es dieses Stück als Vorstufe des späteren Theater der Klänge, dessen Gründer und künstlerischer Leiter J.U. Lensing ist.
Vom 19. bis zum 21. Juni 1985 kam es in Kooperation mit dem Filminstitut Düsseldorf zu einer Art Bild-Ton-Festival. Auch, wenn an der akustischen Collage „Die Schlacht“ von Stephan Schwarz und an der Lichtbildkomposition „Eine Minute Dunkel“ von Wolfgang Pilz und Wolfgang Hufschmidt keine Mitglieder von „Neue Töne“ beteiligt waren, wird es zu deren Veranstaltungen dazugezählt. Dies gilt auch für die Vorführung von Experimental- und Avantgardevideos, die am 20./21. Juni 1985 bei der Firma Schaulandt unter dem Titel „Infermental“ gezeigt wurden.
Beim Konzert am 22. Juni im zakk spielte der Schlagzeuger Christian Roderburg, Förderpreisträger der Stadt, als Solist fünf Kompositionen mit einer Gesamtspielzeit von 100 Minuten.
Ein weiteres Sonderkonzert war das Gastspiel der Brüsseler Avantgarde-Tanzcompagnie „Le Plan K“, die die Performance „Quarantine“ spielten. Im Anschluss spielten Absolventen der Hochschulen Köln und Freiburg unter dem Titel „Neue Blasmusik“ Musik für Holzbläser von Cristóbal Halffter, Klaus Huber, Karlheinz Stockhausen u. a.
Der Abschluss des Jahres 1985 bildete eine „Neue-Töne Party“ unter dem Titel „Für Augen und Ohren“ im zakk.

### 1986
Der Verein „Neue Töne e.V.“ bezog 1986 sein Büro im Hinterhof der Ackerstraße 22 in Düsseldorf. Eines der ersten Resultate war die Kontaktaufnahme zu Mark-Andreas Schlingensiepen und seinem „ensemble neue musik“. Aus diesem Kontakt erfolgte am 1. Februar 1986 ein erstes Konzert in der Tonhalle Düsseldorf, bei dem Werke von F.M Beyer, Martin Kregel, J.U. Lensing und dem Kammerkonzert von Alban Berg.
Der von J.U. Lensing dargelegte Budgetplan für das Jahr 1986 wird von Schieffer et al. als „illusorisch“ bezeichnet. Vorgesehen war in der Planung ein Budget von ca. 150.000 DM (163.569 €). Letztendlich konnte der Verein mit dem real akquirierten Budget (welches geringer war) drei Konzerte umsetzen: Am 15. Februar 1986 wurden im zakk die Filmversionen von Mauricio Kagels „Antithese“, „Match“ und „Ludwig van…“ gezeigt.
Zum 80. Geburtstag Samuel Becketts wurden am 13. April 1986 erstmals in der „Jungen Aktionsbühne“ (JuTa) Sprachkompositionen mit Texten von Beckett aufgeführt. Dabei wurden die Stücke „Watt!“ für einen Schauspieler und zwölf Lautsprecher und „Trio III“ für Tonband, Gitarre und Sprecherin von Wolfgang Hufschmidt, „Rosengarten“ für Sprecherin, Spieluhr und Tonband von Klaus Damm und „Essen – En première Page“ von Nicolaus Jenning gespielt.
Vom 14. bis zum 18. November 1986 initiierte Neue Töne ein Computermusik-Festival mit insgesamt sieben Veranstaltungen, einem Workshop im Weiterbildungszentrum Düsseldorf und einer Ausstellung in der Düsseldorfer Musikbibliothek. Gesponsert durch die Stadt Düsseldorf, den WDR und weitere Partner, war dieses Festival das erste Festival für Computermusik in Düsseldorf. Das Eröffnungskonzert fand in der Tonhalle statt und umfasste in seinem Programm „Essay“ von Gottfried Michael Koenig, „Kontakte“ von Karlheinz Stockhausen, „nested loops III“ von Dirk Reith und „Klaviermusik“ von Roland Pfrengle. Die letzteren Stücke waren beide aus dem Jahr 1984. Beim zweiten Konzert in der Tonhalle wurde „Klavierstudien“ von Conlon Nancarrow zum ersten Mal in Düsseldorf aufgeführt. Daneben liefen im Weiterbildungszentrum Tonbandkonzerte, bei dem auch Stücke von Preisträgern des 14. Wettbewerbs des Institut international de musique électroacoustique de Bourges aufgeführt wurden. Das Abschlusskonzert bildete erneut J.U. Lensings „Kunst-Stoff Drum-Projekt“, dieses Mal in der Werkstatt Düsseldorf.

### 1987
1987 gab es nur noch zwei Konzerte von Neue Töne: am 26. September 1987 fand im kleinen Saal der Tonhalle (heute Helmut-Hentrich-Saal) in der von Peter Girth initiierten Trägerschaft „Jugend + Neue Musik“ ein Konzert unter dem Titel „Musik und Bildende Kunst“ statt. Gespielt wurden „Sinfonia“ und „Bauhaus T.“ von J.U. Lensing, „Weiß“ von Markus Lepper und „Trio II“ von Wolfgang Hufschmidt.
Am 18. November 1987 fand in der Stephanuskirche in Düsseldorf das vorletzte Konzert der Reihe statt. Dabei wurden u. a. „Nahe zu fern“ von Dirk Reith und „Kontrafaktur II“ von Wolfgang Hufschmidt gespielt.
Außerdem wurde am 10. Mai 1987 von J.U. Lensing, Kommilitonen der Folkwang Hochschule Essen und einigen Düsseldorfer Künstlern das Theater der Klänge gegründet. Es kann als Nachfolgeprojekt der musiktheatralischen Versuche der Konzertreihe angesehen werden.

### 1988
Das letzte Konzert fand 1988 in der Werkstatt statt. Unter dem Titel „Neue Töne“ wurde an zwei Tagen das Werk des französischen Komponisten Jean-Jacques Lemêtre vorgestellt.

## Hintergründe
Der aus Düsseldorf stammende Komponist J.U. Lensing studierte an der Folkwang-Hochschule in Essen Komposition bei Wolfgang Hufschmidt und elektronische Komposition bei Dirk Reith. Dort traf er den aus Spanien stammenden Komponisten Francisco Estévez, der in Düsseldorf bei Günther Becker an der Robert Schumann Hochschule Düsseldorf Komposition studierte. Während Lensing ein Podium für seine Studien mit elektronischer und Computermusik suchte, wollte Estévez einen Aufführungsort für die kleine spanischsprechende Komponistengemeinde schaffen. Die spanisch-deutsche Komponistin Maria de Alvear, die zu der Zeit bei Mauricio Kagel „Neues Musiktheater“ an der Kölner Musikhochschule studierte, kam durch den persönlichen Kontakt zu Francisco Estévez dazu. Lensing belegte ebenfalls ab 1987 bei Kagel Meisterkurse in „neuem Musiktheater“. So erklärt sich auch, wie anfangs zum großen Teil Kompositionen spanischsprechender Komponisten aufgeführt wurden und nach dem Wegzug Estévez 1985 nach Spanien die Ausrichtung mehr in Richtung elektronische Musik ging und immer mehr Studenten von Hufschmidt und Reith Stücke präsentierten, wie auch die beiden Professoren selbst.

## Folgen
Nach dem ersten Konzert in der Tonhalle Düsseldorf am 1. Februar 1986 verfasste der damalige Intendant der Düsseldorfer Symphoniker Peter Girth für die Sitzung des Musikbeirates der Stadt Düsseldorf am 14. Februar 1986 eine Stellungnahme zum Jahresprogramm „Neue Töne“ 1986. Darin empfahl er die weitere Zusammenarbeit von Lensing und Schlingensiepen und stellte Überlegungen an, ob es nicht sinnvoll sei, ein allen Düsseldorfer Gruppen gemeinsames Sekretariat für Neue Musik in der Tonhalle einzurichten, an welchem die Düsseldorfer Symphoniker, Neue Töne, das „ensemble neue musik“, das „Düsseldorfer Ensemble“, u. a. beteiligt wären. Daraus entstand das Sekretariat „Jugend + Neue Musik“, welches in den Folgejahren Konzerte rund um die Neue Musik in der Tonhalle veranstaltete.
Eine weitere Gründung die mit der Konzertreihe zusammenhängt ist das Theater der Klänge. Es ist die Fortsetzung der ersten Musiktheaterversuche, die im Rahmen von neue Töne stattfanden.